# Charles Rogers (attore 1904)
Charles Edward Rogers, noto anche con lo pseudonimo di Buddy Rogers (Olathe, 13 agosto 1904 – Rancho Mirage, 21 aprile 1999), è stato un attore e musicista statunitense.

## Biografia
Nato a Olathe, nel Kansas, da Maude e Bert Henry Rogers, studiò all'Università del Kansas, dove diventò un attivo membro del Phi Kappa Psi. A metà degli anni venti, cominciò a lavorare a Hollywood. Con la sua jazz band suonò alla radio, prendendo parte ad alcuni film. Durante la seconda guerra mondiale servì nella Marina degli Stati Uniti come istruttore pilota.
Soprannominato "Buddy", Rogers è ricordato soprattutto per il ruolo di pilota in Ali (1927), film vincitore del primo Oscar al miglior film, dove recitava al fianco della bella e vulcanica Clara Bow. Il suo debutto come attore risale all'anno precedente: nel 1926 fu protagonista di Giovinezza, diretto da Sam Wood.

## Vita privata
Nel 1937 Rogers diventò il terzo marito di Mary Pickford, leggendaria attrice del cinema muto, più anziana di lui di dodici anni. La coppia adottò due bambini, Roxanne e Ronald Charles. Il matrimonio durò per 42 anni, fino alla morte della Pickford nel 1979.
Buddy Rogers morì a Rancho Mirage, in California, nel 1999, all'età di 94 anni, per cause naturali. È sepolto al Forest Lawn Cemetery di Cathedral City vicino a Palm Springs.

## Riconoscimenti
Per il suo contributo all'industria cinematografica, ha una stella sulla Hollywood Walk of Fame, al 6135 di Hollywood Blvd.

## Filmografia parziale

### Attore
- Giovinezza (Fascinating Youth), regia di Sam Wood (1926)
- More Pay - Less Work, regia di Albert Ray (1926)
- So's Your Old Man, regia di Gregory La Cava (1926)
- Ali (Wings), regia di William A. Wellman e Harry d'Abbadie d'Arrast (1927)
- My Best Girl, regia di Sam Taylor (1927)
- Get Your Man, regia di Dorothy Arzner (1927)
- Rosa d'Irlanda (Abie's Irish Rose), regia di Victor Fleming (1928)
- Il matricolino (Varsity), regia di Frank Tuttle (1928)
- Someone to Love, regia di F. Richard Jones (1928)
- Red Lips, regia di Melville W. Brown (1928)
- Close Harmony, regia di John Cromwell, A. Edward Sutherland (1929)
- River of Romance
- Illusion, regia di Lothar Mendes (1929)
- La via del cielo (Halfway to Heaven), regia di George Abbott (1929)
- L'aquila grigia (Young Eagles), regia di William A. Wellman (1930)
- Safety in Numbers, regia di Victor Schertzinger (1930)
- The Lawyer's Secret, regia di Louis J. Gasnier e Max Marcin (1931)
- I gioielli rubati (The Stolen Jools), regia di William C. McGann (1931)
- Take a Chanche, regia di Monte Brice e Laurence Schwab (1933)
- Non fidarti di tuo marito (An Innocent Affair), regia di Lloyd Bacon (1948)
- Bill il bandito (The Parson and the Outlaw), regia di Oliver Drake (1957)